# موتور قربان علي قاسمي (وكيل أباد)
موتور قربان علي قاسمي (بالإنجليزية: Mowtowr-e Qorban Ali Qasemi)‏ هي منطقة سكنية تقع في إيران في قسم وکيل أباد الريفي. يقدر عدد سكانها بـ 16 نسمة .